# Dasybasis coquimbo
Dasybasis coquimbo är en tvåvingeart som beskrevs av Coscaron 1972. Dasybasis coquimbo ingår i släktet Dasybasis och familjen bromsar. Inga underarter finns listade i Catalogue of Life.